# Piața Iancului
Piața Iancului este o intersecție din Sectorul 2 din București. În acest loc se intersectează șoseaua Iancului, Mihai Bravu și Pache Protopescu.